# Liste der Landkreise und kreisfreien Städte in Bayern
Der Freistaat Bayern ist in insgesamt 71 Landkreise sowie 25 kreisfreie Städte untergliedert.  Diese Liste der Landkreise und kreisfreien Städte in Bayern gibt eine allgemeine Übersicht über diese samt deren wichtigsten Daten. Die derzeitige Verwaltungsgliederung des Freistaates kam durch die Kreisreform vom 1. Juli 1972 zustande, bei der die bisherigen 143 Landkreise und 48 kreisfreien Städte neu gegliedert wurden. Mit Wirkung vom 1. Mai 1973 wurden 25 Landkreise umbenannt.
Der Freistaat Bayern ist mit 70.541,42 Quadratkilometern flächenmäßig das größte Bundesland der Bundesrepublik Deutschland. Nach Einwohnerzahlen steht es mit 13.248.928 Menschen an zweiter Stelle. Die durchschnittliche Bevölkerungsdichte beträgt 188 Einwohner pro Quadratkilometer, wobei diese innerhalb der einzelnen Landkreise stark variieren kann. So beträgt die Bevölkerungsdichte in der Landeshauptstadt München 4844 Einwohner pro Quadratkilometer, im Landkreis München 534 Einwohner pro Quadratkilometer und im Landkreis Neustadt an der Waldnaab nur 67 Einwohner pro Quadratkilometer. Bevölkerungsreichster Landkreis ist der Landkreis München mit 354.396 Einwohnern, bevölkerungsärmster der Landkreis Kronach mit 64.545 Einwohnern. Die größte kreisfreie Stadt ist die Landeshauptstadt München mit 1.505.005 Einwohnern. Flächenmäßig größter Landkreis ist der Landkreis Ansbach, der mit 1.971,30 Quadratkilometern nach der Größe der Landkreise in Deutschland an 32. Stelle steht. Der kleinste Landkreis ist mit 307,43 Quadratkilometern der Landkreis Fürth.
Die kreisfreien Städte- und Landkreise sind sieben Regierungsbezirken zugeordnet:
| Regierungsbezirk | Wappen                                      | Verwaltungssitz | Landkreise | kreisfreie Städte |
| ---------------- | ------------------------------------------- | --------------- | ---------- | ----------------- |
| Mittelfranken    | Wappen des Regierungsbezirkes Mittelfranken | Ansbach         | 7          | 5                 |
| Niederbayern     | Wappen des Regierungsbezirkes Niederbayern  | Landshut        | 9          | 3                 |
| Oberbayern       | Wappen des Regierungsbezirkes Oberbayern    | München         | 20         | 3                 |
| Oberfranken      | Wappen des Regierungsbezirkes Oberfranken   | Bayreuth        | 9          | 4                 |
| Oberpfalz        | Wappen des Regierungsbezirkes Oberpfalz     | Regensburg      | 7          | 3                 |
| Schwaben         | Wappen des Regierungsbezirkes Schwaben      | Augsburg        | 10         | 4                 |
| Unterfranken     | Wappen des Regierungsbezirkes Unterfranken  | Würzburg        | 9          | 3                 |
| Bayern           | Wappen des Regierungsbezirkes Niederbayern  | München         | 71         | 25                |

## Aufbau
Die nachfolgende Liste ist folgendermaßen aufgebaut:
- Landkreis, kreisfreie Stadt: Name des Landkreises beziehungsweise der kreisfreien Stadt
- Kreisstadt: Name der Kreisstadt: Bei den kreisfreien Städten ist die Zelle leer.
- Größte Gemeinde: Größte Gemeinde des Landkreises nach Einwohnerzahl: Bei den kreisfreien Städten ist die Zelle leer.
- Wappen: offizielles Wappen des Landkreises beziehungsweise der kreisfreien Stadt
- Reg.-Bez., Lage: Regierungsbezirk und Lagekarte der Landkreise beziehungsweise der kreisfreien Städte innerhalb des Freistaates Bayern
- Kfz: Kraftfahrzeugkennzeichen der jeweiligen Gebietskörperschaft
- Ew: Einwohnerzahl der jeweiligen Gebietskörperschaft mit Stand vom 31. Dezember 2024[3]
- Fläche: Fläche der jeweiligen Gebietskörperschaft in Quadratkilometern (km²)[4]
- Ew/km²: Bevölkerungsdichte in Einwohnern je Quadratkilometer
- Anmerkungen: weitere Informationen bezüglich angrenzender Bundesländer oder Nachbarstaaten, Besonderheiten und dergleichen
- Bild: ein typisches Bild aus der Region, mit der die jeweilige Gebietskörperschaft identifiziert wird

## Übersicht
| Landkreis, kreisfreie Stadt                | Kreisstadt                | Größte Gemeinde           | Wappen                                                     | Reg.-Bez. Lage | Kfz                          | Ew         | Fläche (in km²) | Ew/km² | Anmerkungen | Bild                                                                                  |
| ------------------------------------------ | ------------------------- | ------------------------- | ---------------------------------------------------------- | -------------- | ---------------------------- | ---------- | --------------- | ------ | --- | ------------------------------------------------------------------------------------- |
| Aichach-Friedberg                          | Aichach                   | Friedberg                 | Wappen des Landkreises Aichach-Friedberg                   | Schwaben       | AIC, FDB                     | 136.803    | 780,23          | 175    | Als einstiger Stammsitz der Wittelsbacher auch Wittelsbacher Land genannt. Der Altlandkreis Aichach gehörte vor der Kreisreform 1972 zum Regierungsbezirk Oberbayern. | Unteres Tor in Aichach                                                                |
| Altötting                                  | Altötting                 | Burghausen                | Wappen des Landkreises Altötting                           | Oberbayern     | AÖ, LF                       | 113.938    | 569,29          | 200    | Im Landkreis Altötting liegt der Geburtsort von Papst Benedikt XVI., die Gemeinde Marktl. Die Gnadenkapelle Altötting ist ein bedeutender bayerischer Wallfahrtsort. In Burghausen befindet sich die längste Burg Europas. | Gnadenkapelle in Altötting. Der Rundgang um die Kapelle ist mit Votivbildern behängt. |
| Amberg (kreisfreie Stadt)                  |                           |                           | Wappen der Stadt Amberg                                    | Oberpfalz      | AM                           | 42.553     | 50,13           | 849    | Die historische Stadt zählt zu den besterhaltenen mittelalterlichen Stadtanlagen. So findet man hier das Eh’häusl, das Kurfürstliche Schloss und die Kurfürstliche Regierungskanzlei sowie die Kirchen St. Martin und die Wallfahrtskirche Maria Hilf. | Die Stadtbrille                                                                       |
| Amberg-Sulzbach                            | Amberg                    | Sulzbach-Rosenberg        | Wappen des Landkreises Amberg-Sulzbach                     | Oberpfalz      | AS, BUL, ESB, NAB, SUL       | 103.982    | 1.255,84        | 83     | Der westliche Landkreis liegt im Oberpfälzer Jura, einem Teil des Naturparks Fränkische Schweiz-Veldensteiner Forst am südöstlichen Rand der Fränkischen Schweiz. Sulzbach war Hauptstadt des Herzogtums Pfalz-Sulzbach. | Der Marktplatz von Sulzbach-Rosenberg                                                 |
| Ansbach (kreisfreie Stadt)                 |                           |                           | Wappen der Stadt Ansbach                                   | Mittelfranken  | AN                           | 40.742     | 99,91           | 408    | Die Regierung von Mittelfranken hat ihren Sitz in der ehemaligen Residenz der Markgrafen zu Brandenburg-Ansbach. Aus dieser Zeit stammt auch das Kloster St. Gumbertus. | Arkadenhof der Residenz Ansbach                                                       |
| Ansbach                                    | Ansbach                   | Feuchtwangen              | Wappen des Landkreises Ansbach                             | Mittelfranken  | AN, DKB, FEU, ROT            | 187.633    | 1.971,30        | 95     | Der Landkreis wird von Nordwesten nach Südosten durch die Europäische Wasserscheide getrennt. Bekannt als gut erhaltene mittelalterliche Stadt ist Rothenburg ob der Tauber. | Rathaus in Rothenburg ob der Tauber                                                   |
| Aschaffenburg (kreisfreie Stadt)           |                           |                           | Wappen der Stadt Aschaffenburg                             | Unterfranken   | AB                           | 73.091     | 62,45           | 1170   | Schloss Johannisburg dominiert das Bild der Stadt, die als das Tor zum Spessart gilt und wegen seines milden Klimas auch den Beinamen Bayerisches Nizza hat. | Schloss Johannisburg                                                                  |
| Aschaffenburg                              | Aschaffenburg             | Alzenau                   | Wappen des Landkreises Aschaffenburg                       | Unterfranken   | AB, ALZ                      | 170.945    | 698,91          | 245    | Sehenswert ist die ehemalige Filmkulisse und Briefmarkenvorlage Schloss Mespelbrunn sowie die Burg Alzenau als Veranstaltungsort für Burgfestspiele und die Fränkischen Musiktage. | Wasserschloss Mespelbrunn                                                             |
| Augsburg (kreisfreie Stadt)                |                           |                           | Wappen der Stadt Augsburg                                  | Schwaben       | A                            | 301.105    | 146,85          | 2050   | Der Plärrer ist das größte Volksfest im bayerischen Schwaben und das drittgrößte in Bayern. Es findet im Frühjahr, beginnend am Ostersonntag, und im Spätsommer statt. | Das Augsburger Rathaus und der Perlachturm, die Wahrzeichen von Augsburg.             |
| Augsburg                                   | Augsburg                  | Königsbrunn               | Wappen des Landkreises Augsburg                            | Schwaben       | A, SMÜ, WER                  | 262.811    | 1.070,66        | 245    | In Königsbrunn steht das Mercateum, der größte Globus der Welt, der auf historischer Kartografie beruht. Im Archäologischen Museum Königsbrunn findet man besondere, vor allem regionale Exponate. | Mercateum in Königsbrunn                                                              |
| Bad Kissingen                              | Bad Kissingen             | Bad Kissingen             | Wappen des Landkreises Bad Kissingen                       | Unterfranken   | KG, BRK, HAB                 | 103.489    | 1.136,91        | 91     | Der Landkreis ist durch die Heilbäder in Bad Kissingen, Bad Brückenau und Bad Bocklet, die Mittelgebirgslandschaft sowie zahlreiche Burgruinen und Schlösser wie Schloss Saaleck in Hammelburg stark vom Fremdenverkehr geprägt. | Bismarck-Museum in Bad Kissingen                                                      |
| Bad Tölz-Wolfratshausen                    | Bad Tölz                  | Geretsried                | Wappen des Landkreises Bad Tölz-Wolfratshausen             | Oberbayern     | TÖL, WOR                     | 130.248    | 1.110,66        | 117    | Der Landkreis ist durch die Isar und die Loisach sowie Alpenseen wie dem Walchensee geprägt. Der südliche Landkreis liegt im Karwendel und erreicht mit dem Schafreuter die höchste Erhebung. Das um 739/740 gegründete Kloster Benediktbeuern liegt am Fuße der Benediktenwand. | Heilig-Kreuz-Kirche auf dem Kalvarienberg in Bad Tölz                                 |
| Bamberg (kreisfreie Stadt)                 |                           |                           | Wappen der Stadt Bamberg                                   | Oberfranken    | BA                           | 77.150     | 54,62           | 1412   | Die sehenswerte Altstadt besitzt den größten unversehrt erhaltenen historischen Stadtkern in Deutschland und ist seit 1993 als Weltkulturerbe in die Liste der UNESCO eingetragen. Darüber hinaus ist Bamberg überregional bekannt für seine vielfältige und eigenständige Biertradition. | Altes Rathaus in Bamberg                                                              |
| Bamberg                                    | Bamberg                   | Hirschaid                 | Wappen des Landkreises Bamberg                             | Oberfranken    | BA                           | 147.777    | 1.167,78        | 127    | Hier befinden sich Teile der drei Naturparks Steigerwald, Fränkische Schweiz und Haßberge. | Pfarrkirche St. Kilian in Scheßlitz                                                   |
| Bayreuth (kreisfreie Stadt)                |                           |                           | Wappen der Stadt Bayreuth                                  | Oberfranken    | BT                           | 72.940     | 66,89           | 1090   | Bayreuth war Residenz des Fürstentums Bayreuth. Hier finden jährlich im Festspielhaus am Grünen Hügel die Richard-Wagner-Festspiele statt. | Markgräfliches Opernhaus                                                              |
| Bayreuth                                   | Bayreuth                  | Pegnitz                   | Wappen des Landkreises Bayreuth                            | Oberfranken    | BT, EBS, ESB, KEM, MÜB, PEG  | 103.215    | 1.273,65        | 81     | Im Landkreis Bayreuth liegt ein Teil der Fränkischen Schweiz mit der Teufelshöhle und der Sophienhöhle. | Elefantenohr in der Sophienhöhle                                                      |
| Berchtesgadener Land                       | Bad Reichenhall           | Bad Reichenhall           | Wappen des Landkreises Berchtesgadener Land                | Oberbayern     | BGL, BGD, LF, REI            | 105.292    | 839,86          | 125    | Im namensgebenden Südteil des Landkreises (Berchtesgadener Land), umgeben von den Berchtesgadener Alpen, liegt der Königssee am Fuße des Watzmanns. Das Gebiet ist Teil des einzigen deutschen Nationalparks innerhalb der Alpen und gehört zum Biosphärenreservat Berchtesgaden. | Watzmann in Berchtesgaden                                                             |
| Cham                                       | Cham                      | Cham                      | Wappen des Landkreises Cham                                | Oberpfalz      | CHA, KÖZ, ROD, WÜM           | 128.534    | 1.526,81        | 84     | Der Kreis liegt im Naturpark Oberer Bayerischer Wald, dem Oberpfälzer Wald und dem Bayerischen Wald. | Biertor in Cham                                                                       |
| Coburg (kreisfreie Stadt)                  |                           |                           | Wappen der Stadt Coburg                                    | Oberfranken    | CO, NEC                      | 41.064     | 48,29           | 850    | Die ehemalige Residenzstadt der Herzöge von Sachsen-Coburg hat eine sehr gut erhaltene Altstadt. Die Veste Coburg, auch als Fränkische Krone bezeichnet, ist die zweitgrößte erhaltene Burg Deutschlands. | Veste Coburg (auch Fränkische Krone)                                                  |
| Coburg                                     | Coburg                    | Neustadt bei Coburg       | Wappen des Landkreises Coburg                              | Oberfranken    | CO, NEC                      | 84.468     | 590,41          | 143    | Der nördliche Teil des Landkreises liegt im Vorland des Thüringer Waldes. In den Langen Bergen liegt das Naturschutzgebiet Lauterberg. | St.-Laurentius-Kirche in Meeder                                                       |
| Dachau                                     | Dachau                    | Dachau                    | Wappen des Landkreises Dachau                              | Oberbayern     | DAH                          | 153.595    | 579,15          | 265    | Durch die Amper wird das Moorgebiet im Süden vom restlichen Gebiet, das hauptsächlich aus Hügelland besteht getrennt. | Schloss Dachau                                                                        |
| Deggendorf                                 | Deggendorf                | Deggendorf                | Wappen des Landkreises Deggendorf                          | Niederbayern   | DEG                          | 121.844    | 861,14          | 141    | Das Kreisgebiet liegt zum Teil im Bayerischen Wald und wird von Nordwesten nach Südosten von der Donau durchflossen, in die hier die Isar mündet. | Plattlinger Isarwelle                                                                 |
| Dillingen an der Donau                     | Dillingen an der Donau    | Dillingen an der Donau    | Wappen des Landkreises Dillingen an der Donau              | Schwaben       | DLG, WER                     | 98.899     | 792,23          | 125    | Das Kreisgebiet wird von Südwesten nach Nordosten von der Donau durchflossen und hat einen Anteil an den Ausläufern der Schwäbischen Alb und am Donauried. | Basilika St. Peter in Dillingen                                                       |
| Dingolfing-Landau                          | Dingolfing                | Dingolfing                | Wappen des Landkreises Dingolfing-Landau                   | Niederbayern   | DGF, LAN                     | 101.035    | 877,57          | 115    | Der Wachsende Felsen von Usterling gehört zu den bedeutendsten Geotopen Deutschlands. Ein sehr gut erhaltenes Baudenkmal aus dem frühen 15. Jahrhundert ist die Herzogsburg von Straubing-Holland in Dingolfing. | Sog. Herzogsburg in Dingolfing                                                        |
| Donau-Ries                                 | Donauwörth                | Nördlingen                | Wappen des Landkreises Donau-Ries                          | Schwaben       | DON, NÖ                      | 135.098    | 1.274,57        | 106    | Im Nordwesten des Kreises fand vor etwa 15 Millionen Jahren das Ries-Ereignis statt, aus dem das Nördlinger Ries hervorging. Nach der Kreisreform 1972 hieß der Landkreis zunächst Nördlingen-Donauwörth mit Nördlingen als Kreissitz, 1973 wurde er umbenannt und Donauwörth Verwaltungssitz. | Deutschordenshaus in Donauwörth                                                       |
| Ebersberg                                  | Ebersberg                 | Vaterstetten              | Wappen des Landkreises Ebersberg                           | Oberbayern     | EBE                          | 144.225    | 549,40          | 263    | Der Ebersberger Forst ist eines der größten zusammenhängenden Waldgebiete Deutschlands, das von keiner Siedlung unterbrochen ist. An dessen Rand liegt in einem Naturschutzgebiet der Egglburger See. | Kloster Ebersberg                                                                     |
| Eichstätt                                  | Eichstätt                 | Eichstätt                 | Wappen des Landkreises Eichstätt                           | Oberbayern     | EI                           | 135.668    | 1.213,84        | 112    | Der Naturpark Altmühltal hat hier seinen Kernbereich. Das Gebiet des Landkreises gehörte vor 1800 zum Hochstift Eichstätt. Bis 1972 war Eichstätt kreisfreie Stadt. | Dom zu Eichstätt                                                                      |
| Erding                                     | Erding                    | Erding                    | Wappen des Landkreises Erding                              | Oberbayern     | ED                           | 140.127    | 870,73          | 161    | Im Westen des Landkreises wurde im Erdinger Moos der neue Flughafen München gebaut und 1992 eröffnet. Etwa die Hälfte des Flughafens liegt im Kreisgebiet. | Erdinger Schrannenplatz mit Stadtturm                                                 |
| Erlangen (kreisfreie Stadt)                |                           |                           | Wappen der Stadt Erlangen                                  | Mittelfranken  | ER                           | 115.928    | 76,96           | 1506   | Die Innenstadt wurde als barocke Plan- und Idealstadt mit schnurgeraden Straßen- und Platzfronten und einheitlichen Fassaden der fast durchwegs zwei- und dreigeschossigen traufständigen Häuser errichtet. Auch das Markgräfliche Schloss bildet zusammen mit Schlossgarten, Orangerie und Konkordienkirche ein in sich geschlossenes Barockensemble. | Schloss in Erlangen, Sitz der Friedrich-Alexander-Universität                         |
| Erlangen-Höchstadt                         | Erlangen                  | Herzogenaurach            | Wappen des Landkreises Erlangen-Höchstadt                  | Mittelfranken  | ERH, HÖS                     | 138.325    | 564,52          | 245    | Der Main-Donau-Kanal verläuft in Nord-Süd-Richtung durch das Kreisgebiet. Bei der Vereinigung der Landkreise Erlangen und Höchstadt verlor Höchstadt an der Aisch seinen Status als Kreisstadt. | Fehnturm in Herzogenaurach                                                            |
| Forchheim                                  | Forchheim                 | Forchheim                 | Wappen des Landkreises Forchheim                           | Oberfranken    | FO, EBS, PEG                 | 116.184    | 642,80          | 181    | Der Großteil des Landkreises liegt im Naturpark Fränkische Schweiz. Burg Hiltpoltstein ist eine fast vollständig erhaltene Burg, und in Forchheim sind die Burg und die Festung erhalten. | Forchheimer Tor in Neunkirchen am Brand                                               |
| Freising                                   | Freising                  | Freising                  | Wappen des Landkreises Freising                            | Oberbayern     | FS                           | 184.564    | 799,83          | 231    | Hier befindet sich der ehemalige Bischofssitz des früheren Hochstift Freising, der Freisinger Dom. Der neue Flughafen München liegt zur Hälfte auf Freisinger Kreisgebiet. | Der Freisinger Marienplatz mit Rathaus, Stadtpfarrkirche St. Georg und Mariensäule    |
| Freyung-Grafenau                           | Freyung                   | Waldkirchen               | Wappen des Landkreises Freyung-Grafenau                    | Niederbayern   | FRG, GRA, WOS                | 78.710     | 983,86          | 80     | Im Norden liegt der Nationalpark Bayerischer Wald, der sich auch über den Nachbarkreis Regen erstreckt. | Althütte mit dem Kleinen (links) und dem Großen Rachel                                |
| Fürstenfeldbruck                           | Fürstenfeldbruck          | Germering                 | Wappen des Landkreises Fürstenfeldbruck                    | Oberbayern     | FFB                          | 218.227    | 434,82          | 502    | Das ehemalige Zisterzienser-Kloster Fürstenfeld wurde 1263 von Herzog Ludwig II. gestiftet. Am Flugplatz Fürstenfeldbruck endete der Versuch der Geiselbefreiung israelischer Athleten während Olympia 1972. | Klosterkirche St. Maria in Fürstenfeldbruck                                           |
| Fürth (kreisfreie Stadt)                   |                           |                           | Wappen der Stadt Fürth                                     | Mittelfranken  | FÜ                           | 132.036    | 63,35           | 2084   | Der Titel Wissenschaftsstadt wurde Fürth vom Bayerischen Staatsminister für Wissenschaft zum 1000-jährigen Bestehen 2007 verliehen. Durch geringe Zerstörungen im Zweiten Weltkrieg ist das historische Stadtbild weitgehend erhalten geblieben. | Stadttheater Fürth                                                                    |
| Fürth                                      | Zirndorf                  | Zirndorf                  | Wappen des Landkreises Fürth                               | Mittelfranken  | FÜ                           | 117.719    | 307,43          | 383    | In Markt Cadolzburg steht die gleichnamige Burg. Das Naturschutzgebiet Hainberg beinhaltet die größte Sandmagerrasenfläche Nordbayerns. In Zirndorf wurde um 1913 der Brummkreisel erfunden. | Bibert in Mittelfranken                                                               |
| Garmisch-Partenkirchen                     | Garmisch-Partenkirchen    | Garmisch-Partenkirchen    | Wappen des Landkreises Garmisch-Partenkirchen              | Oberbayern     | GAP                          | 89.296     | 1.012,17        | 88     | Im Süden beginnen das Wettersteingebirge und das Karwendel. Sehenswert sind das Kloster Ettal, Schloss Linderhof sowie die Oberammergauer Passionsspiele. | Zugspitze von der Alpspitze aus gesehen. Links der Jubiläumsgrat                      |
| Günzburg                                   | Günzburg                  | Günzburg                  | Wappen des Landkreises Günzburg                            | Schwaben       | GZ, KRU                      | 129.846    | 762,43          | 170    | Der Landkreis ist Teil des Schwäbischen Barockwinkels. Bedeutende Barockbauten im Landkreis sind die Klöster Wettenhausen, Ursberg und Edelstetten, die Wallfahrtskirchen Allerheiligen und Maria Vesperbild, die Stadtpfarrkirche St. Michael in Krumbach oder die Frauenkirche in Günzburg. Im Norden des Landkreises hat der Landkreis Anteil am Donauried, im Osten am Naturpark Augsburg-Westliche Wälder. Im Jahr 2002 eröfftete bei Günzburg das Legoland Deutschland (Freizeitpark). Das im Landkreis liegende Krumbad ist das älteste Heilbad Schwabens. | Innenstadt                                                                            |
| Haßberge                                   | Haßfurt                   | Haßfurt                   | Wappen des Landkreises Haßberge                            | Unterfranken   | HAS, EBN, GEO, HOH           | 83.869     | 956,19          | 88     | Der Landkreis ist nach dem Mittelgebirgszug Haßberge benannt, die sich im gleichnamigen Naturpark erheben. Hier finden sich vor allem bei Burg Lichtenstein Felsenmeere aus Rhätsandsteinblöcken. | Burg Rotenhan bei Ebern                                                               |
| Hof (kreisfreie Stadt)                     |                           |                           | Wappen der Stadt Hof                                       | Oberfranken    | HO                           | 46.778     | 58,02           | 806    | Die Stadt liegt im Tal der sächsischen Saale. Im Nordosten der Innenstadt liegt der Bürgerpark Theresienstein, der seine Anfänge im frühen 19. Jahrhundert hat. Von kunsthistorischer Bedeutung ist in Hof das Biedermeier-Ensemble entlang der Ludwigstraße aus der Mitte des 19. Jahrhunderts. | Rathaus an der Ludwigstraße                                                           |
| Hof                                        | Hof                       | Münchberg                 | Wappen des Landkreises Hof                                 | Oberfranken    | HO, MÜB, NAI, REH, SAN       | 92.191     | 892,54          | 103    | Zwischen dem Frankenwald, dem Bayerischen Vogtland und dem Fichtelgebirge, die den Landkreis umgeben, liegt südwestlich von Hof die Münchberger Gneismasse. | Döbraberg im Frankenwald                                                              |
| Ingolstadt (kreisfreie Stadt)              |                           |                           | Wappen der Stadt Ingolstadt                                | Oberbayern     | IN                           | 141.185    | 133,35          | 1059   | Ingolstadt verfügt über eine weitgehend erhaltene historische Altstadt mit Bauwerken aus allen Epochen der Stadtgeschichte. Hier wurde im Jahr 1516 das bayerische Reinheitsgebot für Bier erlassen. | Das Medizinhistorische Museum in der Alten Anatomie                                   |
| Kaufbeuren (kreisfreie Stadt)              |                           |                           | Wappen der Stadt Kaufbeuren                                | Schwaben       | KF                           | 46.193     | 40,02           | 1154   | Die ehemalige freie Reichsstadt liegt an der Wertach. Das Wahrzeichen der Stadt ist der Fünfknopfturm, einer von mehreren Türmen, die aus der ehemaligen historischen Stadtmauer stammen. | Fünfknopfturm                                                                         |
| Kelheim                                    | Kelheim                   | Kelheim                   | Wappen des Landkreises Kelheim                             | Niederbayern   | KEH, MAI, PAR, RID, ROL      | 126.037    | 1.065,12        | 118    | Der westliche Landkreis liegt im Naturpark Altmühltal, der südliche bildet das Hügelland der Hallertau. Sehenswert sind der Donaudurchbruch bei Weltenburg und die Befreiungshalle auf dem Michelsberg oberhalb von Kelheim. | Befreiungshalle                                                                       |
| Kempten (Allgäu) (kreisfreie Stadt)        |                           |                           | Wappen der Stadt Kempten                                   | Schwaben       | KE                           | 67.645     | 63,28           | 1069   | Die kreisfreie Stadt Kempten (Allgäu) ist mit einer rund 2.100 Jahre alten Stadtgeschichte eine der ältesten Städte Deutschlands. Sie ist die zweitgrößte Stadt Bayerisch-Schwabens. | Rathaus Kempten                                                                       |
| Kitzingen                                  | Kitzingen                 | Kitzingen                 | Wappen des Landkreises Kitzingen                           | Unterfranken   | KT                           | 91.287     | 684,16          | 133    | Im schiefen Faltertum in Kitzingen ist das Deutsche Fastnachtmuseum untergebracht. Bei Geiselwind liegt Bayerns größter Freizeitpark. | Der Falterturm in Kitzingen                                                           |
| Kronach                                    | Kronach                   | Kronach                   | Wappen des Landkreises Kronach                             | Oberfranken    | KC, SAN                      | 64.545     | 651,50          | 99     | Der Großteil des Kreisgebietes liegt im Frankenwald. Hier liegen die Festung Rosenberg bei Kronach, eine der größten erhaltenen Festungsanlagen Europas, und das Wasserschloss Mitwitz. | Festung Rosenberg                                                                     |
| Kulmbach                                   | Kulmbach                  | Kulmbach                  | Wappen des Landkreises Kulmbach                            | Oberfranken    | KU, EBS, SAN                 | 71.518     | 658,32          | 109    | In der Kulmbacher Plassenburg ist das größte Zinnfigurenmuseum der Welt mit mehr als 300.000 Figuren untergebracht. | Plassenburg                                                                           |
| Landsberg am Lech                          | Landsberg am Lech         | Landsberg am Lech         | Wappen des Landkreises Landsberg am Lech                   | Oberbayern     | LL                           | 122.107    | 804,36          | 152    | Der Ammersee als drittgrößter See Bayerns liegt bis auf das Ostufer vollständig im Kreisgebiet. Sehenswert sind die gut erhaltene Stadtbefestigung von Landsberg am Lech sowie Schloss Kaltenberg, der Veranstaltungsort des Kaltenberger Ritterturniers. | Das spätgotische „Bayertor“                                                           |
| Landshut (kreisfreie Stadt)                |                           |                           | Wappen der Stadt Landshut                                  | Niederbayern   | LA                           | 71.863     | 65,83           | 1092   | Wahrzeichen der Stadt sind die Martinskirche mit dem höchsten Backsteinturm der Welt und die Burg Trausnitz. Alle vier Jahre findet die Landshuter Hochzeit, ein historisches Fest, statt. | Burg Trausnitz                                                                        |
| Landshut                                   | Landshut                  | Ergolding                 | Wappen des Landkreises Landshut                            | Niederbayern   | LA, MAI, MAL, ROL, VIB       | 162.170    | 1.347,55        | 120    | Der Nordwesten des Kreises liegt im Hopfenanbaugebiet Hallertau. Das Archäologische Museum Essenbach zeigt die Besiedlungsgeschichte des mittleren Isartals. | Wallfahrtskirche Maria Hilf in Vilsbiburg                                             |
| Lichtenfels                                | Lichtenfels               | Lichtenfels               | Wappen des Landkreises Lichtenfels                         | Oberfranken    | LIF, STE                     | 67.379     | 519,92          | 130    | Der südlich des Mains liegende Teil des Kreisgebietes liegt im Naturpark Fränkische Schweiz. Entlang des Obermains erstreckt sich der Gottesgarten mit dem Kloster Langheim. | Unteres Tor in Lichtenfels                                                            |
| Lindau (Bodensee)                          | Lindau (Bodensee)         | Lindau (Bodensee)         | Wappen des Landkreises Lindau (Bodensee)                   | Schwaben       | LI                           | 82.411     | 323,38          | 255    | Im Dreiländereck Deutschland–Österreich–Schweiz, am östlichen Ufer des Bodensees, liegt die Stadt Lindau zum Teil auf einer Insel. Scheidegg ist der sonnenreichste Ort Bayerns. | Lindau im Bodensee mit dem Münster „Unserer Lieben Frau“                              |
| Main-Spessart                              | Karlstadt                 | Lohr am Main              | Wappen des Landkreises Main-Spessart                       | Unterfranken   | MSP                          | 125.282    | 1.321,19        | 95     | Der Main und der Spessart prägen das Kreisgebiet, dabei informiert das Archäologische Spessartprojekt über die aktuellen Forschungen im und über den Spessart. Kurz nach der Gebietsreform wurde der Kreissitz von Lohr am Main nach Karlstadt verlegt. | Ruine Scherenburg                                                                     |
| Memmingen (kreisfreie Stadt)               |                           |                           | Wappen der Stadt Memmingen                                 | Schwaben       | MM                           | 44.192     | 70,11           | 630    | Die oberschwäbische, ehemalige freie Reichsstadt wird auch durch ihre Nähe zum Allgäu als Das Tor zum Allgäu genannt. Die Ursprünge Memmingens reichen bis in die Römerzeit. Die Altstadt gehört mit ihren Plätzen, Bürger- und Patrizierhäusern, Palästen und der Stadtbefestigung zu einer der am besten erhaltenen Süddeutschlands. Hier wird der Memminger Freiheitspreis 1525 in Erinnerung an die Zwölf Artikel verliehen. Seit 1980 werden die Wallensteinfestspiele veranstaltet. Jährlich finden der Fischertag und das Memminger Kinderfest statt.      | Das Memminger Rathaus                                                                 |
| Miesbach                                   | Miesbach                  | Holzkirchen               | Wappen des Landkreises Miesbach                            | Oberbayern     | MB                           | 97.152     | 866,23          | 112    | Hier am Nordrand der Bayerischen Alpen liegen der Schliersee und der Tegernsee, an dessen Seeufer das Kloster Tegernsee. Das Schlierseer Bauerntheater ist das älteste bayerische Bauerntheater. | Schloss Wallenburg                                                                    |
| Miltenberg                                 | Miltenberg                | Erlenbach am Main         | Wappen des Landkreises Miltenberg                          | Unterfranken   | MIL, OBB                     | 127.547    | 715,55          | 178    | Der Odenwald und der Spessart bestimmen zusammen mit historischen Bauwerken und Burgen die Landschaft. Sehenswert sind die historische Altstadt von Miltenberg und die Mildenburg sowie am rechten Mainufer die Ruine der Collenburg. | Historische Altstadt von Miltenberg mit Mildenburg                                    |
| Mühldorf am Inn                            | Mühldorf am Inn           | Waldkraiburg              | Wappen des Landkreises Mühldorf am Inn                     | Oberbayern     | MÜ, VIB, WS                  | 122.037    | 805,34          | 152    | Das Gebiet um Mühldorf a.Inn gehörte als Enklave zum Hochstift Salzburg und wurde erst 1802 bayerisch. Mühldorf besitzt einen historischen Stadtkern mit Bauwerken im Inn-Salzach-Stil. In der Ortsmitte von Schwindegg liegt ein Renaissance-Wasserschloss. | Gedenkstein auf dem KZ-Friedhof in Mühldorf                                           |
| München (Landeshauptstadt)                 |                           |                           | Wappen der Stadt München                                   | Oberbayern     | M, MUC                       | 1.505.005  | 310,70          | 4844   | Die Landeshauptstadt und Olympiastadt von 1972 ist die drittgrößte Stadt Deutschlands. Als Wahrzeichen gilt die Frauenkirche. Im Herbst findet auf der Theresienwiese das Oktoberfest statt. | Chinesischer Turm im Englischen Garten                                                |
| München                                    | München                   | Unterschleißheim          | Wappen des Landkreises München                             | Oberbayern     | M, AIB, WOR                  | 354.396    | 664,26          | 534    | Die Landschaft ist geprägt von der Münchner Schotterebene, die im Süden vom Hochufer der Isar durchschnitten wird. Eine der bedeutendsten Barockanlagen Deutschlands ist das Schloss Schleißheim. Gut erhalten ist die mittelalterliche Burg Grünwald. | Burg Grünwald                                                                         |
| Neuburg-Schrobenhausen                     | Neuburg a.d.Donau         | Neuburg a.d.Donau         | Wappen des Landkreises Neuburg-Schrobenhausen              | Oberbayern     | ND, SOB                      | 99.364     | 739,73          | 134    | In einem der bedeutendsten Spargelanbaugebiete Deutschlands befindet sich in Schrobenhausen das Europäische Spargelmuseum. Im Schloss Neuburg sind weitere Museen untergebracht. | Schloss Neuburg                                                                       |
| Neumarkt in der Oberpfalz                  | Neumarkt in der Oberpfalz | Neumarkt in der Oberpfalz | Wappen des Landkreises Neumarkt in der Oberpfalz           | Oberpfalz      | NM, PAR                      | 138.693    | 1.343,94        | 103    | Neben historischen Altstädten des Landkreises befinden sich hier zahlreiche sehenswerte Orte, wie die barocke Wallfahrtskirche Maria Hilf, das Pfalzgrafenschloss Neumarkt, die Burgruine Wolfstein oder auch die König-Otto-Tropfsteinhöhle. | Hohllochberg bei Velburg                                                              |
| Neustadt an der Aisch-Bad Windsheim        | Neustadt an der Aisch     | Neustadt an der Aisch     | Wappen des Landkreises Neustadt an der Aisch-Bad Windsheim | Mittelfranken  | NEA, SEF, UFF                | 101.043    | 1.267,44        | 80     | Im Süden des Landkreises liegt der Naturpark Frankenhöhe und im Norden der Steigerwald mit dem Schloss Schwarzenberg. | Rolandstatue in Bad Windsheim                                                         |
| Neustadt an der Waldnaab                   | Neustadt an der Waldnaab  | Vohenstrauß               | Wappen des Landkreises Neustadt an der Waldnaab            | Oberpfalz      | NEW, ESB, VOH                | 96.049     | 1.427,67        | 67     | Im Naturpark Nördlicher Oberpfälzer Wald gibt es zahlreiche Burgen und Ruinen, wie Flossenbürg, Schellenberg oder Leuchtenberg. Bayerns größter Truppenübungsplatz ist der Truppenübungsplatz Grafenwöhr. | Burgruine Leuchtenberg                                                                |
| Neu-Ulm                                    | Neu-Ulm                   | Neu-Ulm                   | Wappen des Landkreises Neu-Ulm                             | Schwaben       | NU, ILL                      | 183.595    | 515,84          | 356    | Das Kreisgebiet liegt auf der so genannten Iller-Lech-Platte. Sehenswert sind das Schloss der Patrizierfamilie Vöhlin in Illertissen, St. Johann Baptist und Kloster Roggenburg. | Vöhlinschloss in Illertissen                                                          |
| Nürnberg (kreisfreie Stadt)                |                           |                           | Wappen der Stadt Nürnberg                                  | Mittelfranken  | N                            | 529.508    | 186,44          | 2840   | Die Nürnberger Burg ist Wahrzeichen und eines der bedeutendsten Kunst- und Baudenkmäler der Stadt Nürnberg. Der Schöne Brunnen ist Teil der Historischen Meile Nürnbergs und erstrahlt vor allem beim Christkindlesmarkt. | Schöner Brunnen                                                                       |
| Nürnberger Land                            | Lauf an der Pegnitz       | Lauf an der Pegnitz       | Wappen des Landkreises Nürnberger Land                     | Mittelfranken  | LAU, ESB, HEB, N, PEG        | 168.813    | 799,52          | 211    | Im Vorland zur Fränkischen Alb gibt es zahlreiche Burgen und Ruinen wie Hohenstein, Burg Veldenstein und die Festung Rothenberg. | Sankt-Leonhards-Kirche in Lauf an der Pegnitz                                         |
| Oberallgäu                                 | Sonthofen                 | Sonthofen                 | Wappen des Landkreises Oberallgäu                          | Schwaben       | OA                           | 155.413    | 1.527,97        | 102    | Der südlichste Landkreis Deutschlands umfasst das zentrale Gebiet der Allgäuer Alpen. Im alpinen Gebiet mit der Hochfrottspitze befindet sich die Breitachklamm. Oberstdorf ist ein bedeutendes Zentrum für den Wintersport. | Sonthofen                                                                             |
| Ostallgäu                                  | Marktoberdorf             | Marktoberdorf             | Wappen des Landkreises Ostallgäu                           | Schwaben       | OAL, FÜS, MOD                | 142.047    | 1.394,43        | 102    | Hier befinden sich die Schlösser Hohenschwangau und Neuschwanstein, außerdem das Kloster Irsee und Deutschlands größter Stausee, der Forggensee – vor der Kulisse der Ammergauer und Lechtaler Alpen sowie der Tannheimer Berge. | Schloss Neuschwanstein von der Seite mit Pforte                                       |
| Passau (kreisfreie Stadt)                  |                           |                           | Wappen der Stadt Passau                                    | Niederbayern   | PA                           | 53.039     | 69,56           | 762    | Die Dreiflüssestadt wird aufgrund eines südländisch anmutenden Flairs dank italienischer Baumeister und durch Häuser im Stil der Inn- und Salzachbauweise auch als das Venedig Bayerns bezeichnet. | Rathaus und Dom St. Stephan in Passau                                                 |
| Passau                                     | Passau                    | Vilshofen an der Donau    | Wappen des Landkreises Passau                              | Niederbayern   | PA                           | 194.699    | 1.530,07        | 127    | Das vor 1800 überwiegend zum Hochstift Passau gehörende Gebiet wurde 1806 bayerisch. Im von Donau, Inn und Rott geprägten Gebiet stehen zahlreiche Burgen, Schlösser und Klöster, wie Burg Freudensee, Schloss Neuburg am Inn und Kloster Sankt Salvator. | Wallfahrtskirche Maria am Birnbaum                                                    |
| Pfaffenhofen an der Ilm                    | Pfaffenhofen an der Ilm   | Pfaffenhofen an der Ilm   | Wappen des Landkreises Pfaffenhofen an der Ilm             | Oberbayern     | PAF                          | 130.781    | 761,04          | 172    | Das Kreisgebiet gehört zum Großteil zur Hallertau. Hier befindet sich in Wolnzach das Deutsche Hopfenmuseum. Sehenswert sind das Kloster Scheyern, Burg Vohburg, das Wasserschloss Reichertshausen und Schloss Rohrbach. | Kloster Scheyern                                                                      |
| Regen                                      | Regen                     | Regen                     | Wappen des Landkreises Regen                               | Niederbayern   | REG, VIT                     | 77.267     | 974,78          | 79     | Im Nordosten des Kreises liegt das nordwestliche Erweiterungsgebiet des Nationalpark Bayerischer Wald. Der höchste Berg ist der Große Arber. Namenspatron ist der Fluss Regen. | Das „Fressende Haus“ in Regen                                                         |
| Regensburg (kreisfreie Stadt)              |                           |                           | Wappen der Stadt Regensburg                                | Oberpfalz      | R                            | 151.389    | 80,86           | 1872   | Die Regensburger Altstadt mit dem Stadtteil Stadtamhof gehört zum UNESCO-Welterbe. Die Steinerne Brücke über die Donau und der Regensburger Dom am Domplatz sind die Wahrzeichen der Stadt. | Der Dom St. Peter                                                                     |
| Regensburg                                 | Regensburg                | Regenstauf                | Wappen des Landkreises Regensburg                          | Oberpfalz      | R                            | 196.213    | 1.391,68        | 141    | Durch die Täler von Donau, Laaber, Regen und Naab sowie Ausläufer des Bayerischen Waldes im Osten und der Fränkischen Alb im Westen wird das Kreisgebiet landschaftlich geprägt. Burgen und Schlösser wie Schloss Wörth finden sich vor allem entlang der Donau. | Schloss Wörth an der Donau                                                            |
| Rhön-Grabfeld                              | Bad Neustadt an der Saale | Bad Neustadt an der Saale | Wappen des Landkreises Rhön-Grabfeld                       | Unterfranken   | NES, KÖN, MET                | 79.375     | 1.021,69        | 78     | Den Westen des Kreisgebiets mit Kloster Wechterswinkel, dem Roten und dem Schwarzen Moor bedeckt die Rhön. Die Fränkische Saale entspringt im Grabfeld östlich bzw. südöstlich von Bad Königshofen aus zwei Quellbächen. | Mariä Himmelfahrt in Bad Neustadt an der Saale                                        |
| Rosenheim (kreisfreie Stadt)               |                           |                           | Wappen der Stadt Rosenheim                                 | Oberbayern     | RO                           | 65.274     | 37,22           | 1754   | Die günstige Verkehrslage zwischen München, Salzburg und Innsbruck, die Nähe zum Chiemgau und Chiemsee sowie die sehenswerte Altstadt machen Rosenheim touristisch und wirtschaftlich interessant. | Stadtansicht mit Wendelstein und St. Nikolaus                                         |
| Rosenheim                                  | Rosenheim                 | Bad Aibling               | Wappen des Landkreises Rosenheim                           | Oberbayern     | RO, AIB, WS                  | 258.637    | 1.439,43        | 180    | Der Landkreis umfasst unter anderem einen Teil des Chiemsees. Allerdings gehören nur einige Buchten sowie die drei größeren Inseln – Herrenchiemsee, Frauenchiemsee und die unbewohnte Krautinsel – zum Kreisgebiet. | Neues Schloss Herrenchiemsee                                                          |
| Roth                                       | Roth                      | Roth                      | Wappen des Landkreises Roth                                | Mittelfranken  | RH, HIP                      | 128.632    | 895,15          | 144    | Neben sehenswerten Fachwerkhäusern in vielen Gemeinden gibt es zahlreiche Burgen wie Burg Abenberg und Burg Wernfels. Das Gebiet des Landkreises Roth kam erst 1806 nach dem Reichsdeputationshauptschluss von 1803 zu Bayern. | Schottenturm der Burg Abenberg                                                        |
| Rottal-Inn                                 | Pfarrkirchen              | Eggenfelden               | Wappen des Landkreises Rottal-Inn                          | Niederbayern   | PAN, EG, GRI, VIB            | 120.497    | 1.281,20        | 94     | Benannt ist der Kreis nach den beiden Flüssen Rott, der ihn in West-Ost-Richtung teilt, und dem Inn, der die Grenze zu Österreich bildet. | Rathaus in Simbach am Inn                                                             |
| Schwabach (kreisfreie Stadt)               |                           |                           | Wappen der Stadt Schwabach                                 | Mittelfranken  | SC                           | 40.835     | 40,80           | 1001   | Berühmt ist Schwabach für seine Goldschläger und das von ihnen produzierte und weltweit exportierte Blattgold. Der mit 14.000 Blatt Schwabacher Blattgold verzierte Goldene Saal im Rathaus wurde von Kurt Severin und Max Friese gestaltet. | Schwabacher Rathaus (mit Golddach) und Stadtkirche am Marktplatz                      |
| Schwandorf                                 | Schwandorf                | Schwandorf                | Wappen des Landkreises Schwandorf                          | Oberpfalz      | SAD, BUL, NAB, NEN, OVI, ROD | 149.312    | 1.458,35        | 102    | Das Kreisgebiet umfasst im Nordosten den Oberpfälzer Wald und das Oberpfälzer Hügelland im Südwesten. Kulturhistorisch bedeutsam sind die Renaissance-Arkaden des Schlosses Fronberg in Schwandorf-Fronberg. In Burglengenfeld fand das Anti-WAAhnsinns-Festival 1986 statt. | Burglengenfeld                                                                        |
| Schweinfurt (kreisfreie Stadt)             |                           |                           | Wappen der Stadt Schweinfurt                               | Unterfranken   | SW                           | 54.481     | 35,70           | 1526   | In der ehemaligen Freien Reichsstadt wurde 1652 die Deutsche Akademie der Naturforscher Leopoldina gegründet, die heutige Nationale Akademie der Wissenschaften. | Main mit nächtlicher Skyline                                                          |
| Schweinfurt                                | Schweinfurt               | Werneck                   | Wappen des Landkreises Schweinfurt                         | Unterfranken   | SW, GEO                      | 113.977    | 841,40          | 135    | Im drittgrößten Weinlandkreis Frankens befinden sich Teile der Naturparks Steigerwald und Haßberge sowie die Schweinfurter Rhön. Schloss Werneck, mit Englischen Garten, ist Sitz einer der ältesten psychiatrischen Kliniken Deutschlands. | Schloss Werneck von Balthasar Neumann mit Teich und Englischen Garten                 |
| Starnberg                                  | Starnberg                 | Starnberg                 | Wappen des Landkreises Starnberg                           | Oberbayern     | STA, WOR                     | 139.329    | 487,71          | 286    | Das Kreisgebiet entspricht der Region des Fünf-Seen-Landes. Die Klosterkirche Andechs ist ein bedeutender Wallfahrtsort Bayerns. Die Votivkapelle in Berg liegt oberhalb der Stelle, an der die Leiche Ludwig II. gefunden wurde. | Kloster Andechs                                                                       |
| Straubing (kreisfreie Stadt)               |                           |                           | Wappen der Stadt Straubing                                 | Niederbayern   | SR                           | 49.002     | 67,59           | 725    | Das Wahrzeichen Straubings ist der Stadtturm. Das Straubinger Gäubodenvolksfest ist das zweitgrößte Volksfest in Altbayern. | Stadtturm vom Theresienplatz aus gesehen                                              |
| Straubing-Bogen                            | Straubing                 | Bogen                     | Wappen des Landkreises Straubing-Bogen                     | Niederbayern   | SR, BOG, MAL                 | 103.041    | 1.201,63        | 86     | Landschaftlich ist der Kreis geprägt von der Donauebene, dem fruchtbaren Gäuboden, im Zentrum und dem Bayerischen Wald im Norden. Im Landkreis Straubing-Bogen haben die Bayerischen Rauten ihren Ursprung. Das Ziel der ältesten Marienwallfahrt Bayerns ist seit 1104 die Wallfahrtskirche Bogenberg. | Wallfahrtskirche Mariä Himmelfahrt auf dem Bogenberg                                  |
| Tirschenreuth                              | Tirschenreuth             | Tirschenreuth             | Wappen des Landkreises Tirschenreuth                       | Oberpfalz      | TIR, KEM                     | 72.210     | 1.084,24        | 67     | In Waldsassen befindet sich die Stiftsbasilika, eine der bemerkenswertesten Barockkirchen Bayerns, und im Waldnaabtal liegt die Burg Falkenberg. 1628 kam das größtenteils zum Kloster Waldsassen gehörige östliche Kreisgebiet zu Bayern. | Dreifaltigkeitskirche Kappl · Stiftsbasilika Waldsassen                               |
| Traunstein                                 | Traunstein                | Traunstein                | Wappen des Landkreises Traunstein                          | Oberbayern     | TS, LF                       | 175.144    | 1.533,74        | 114    | Das Kreisgebiet umfasst im Süden die Chiemgauer Alpen, im Norden die See-, Fluss- und Hügellandschaft des Chiemgaus und fast vollständig das „bayerische Meer“, den Chiemsee. | Burg Tittmoning                                                                       |
| Unterallgäu                                | Mindelheim                | Bad Wörishofen            | Wappen des Landkreises Unterallgäu                         | Schwaben       | MN                           | 147.255    | 1.229,53        | 120    | Im Kreisgebiet befinden sich eine Vielzahl von Landschafts- und Naturschutzgebieten, unter anderem das Benninger Ried, sowie beinahe 500 ausgewiesene Biotope und mehr als 100 Naturdenkmäler. Die Mindelburg ist ein Wahrzeichen von Mindelheim. | Mindelburg in Mindelheim                                                              |
| Weiden in der Oberpfalz (kreisfreie Stadt) |                           |                           | Wappen der Stadt Weiden                                    | Oberpfalz      | WEN                          | 42.444     | 70,57           | 601    | Sehenswert ist die Innenstadt mit dem Alten Rathaus und den Giebelhäusern aus der Zeit nach 1540. Die Jugendstilkirche St. Josef ist der größte Kirchenbau des Bistums Regensburg nach dem Mittelalter. | St. Josef                                                                             |
| Weilheim-Schongau                          | Weilheim in Oberbayern    | Weilheim in Oberbayern    | Wappen des Landkreises Weilheim-Schongau                   | Oberbayern     | WM, SOG                      | 138.957    | 966,27          | 144    | Der Kreis ist das Zentrum des Pfaffenwinkels mit dem Welfenmünster im Prämonstratenserkloster Steingaden und der Wieskirche. | Wieskirche bei Steingaden                                                             |
| Weißenburg-Gunzenhausen                    | Weißenburg in Bayern      | Weißenburg in Bayern      | Wappen des Landkreises Weißenburg-Gunzenhausen             | Mittelfranken  | WUG, GUN                     | 94.695     | 970,78          | 98     | Im Kreisgebiet liegt das Fränkische Seenland, eines der größten künstlich angelegten Seengebiete Europas. Das Briefmarkenmotiv Ellinger Tor ist ein Teil der Weißenburger Stadtmauer aus dem 14. Jahrhundert. | Ellinger Tor                                                                          |
| Wunsiedel im Fichtelgebirge                | Wunsiedel                 | Marktredwitz              | Wappen des Landkreises Wunsiedel im Fichtelgebirge         | Oberfranken    | WUN, MAK, REH, SEL           | 70.549     | 606,36          | 116    | Das Kreisgebiet liegt vollständig im Fichtelgebirge und dem gleichnamigen Naturpark. Entlang der Grenze zum Landkreis Bayreuth verläuft die Rhein-Donau-Wasserscheide. | Fichtelgebirgsmuseum                                                                  |
| Würzburg (kreisfreie Stadt)                |                           |                           | Wappen der Stadt Würzburg                                  | Unterfranken   | WÜ                           | 133.258    | 87,60           | 1521   | Die Festung Marienberg ist das Wahrzeichen der Stadt und die Würzburger Residenz Teil des UNESCO-Weltkulturerbes. | Festung Marienberg mit „alter Mainbrücke“ im Vordergrund                              |
| Würzburg                                   | Würzburg                  | Ochsenfurt                | Wappen des Landkreises Würzburg                            | Unterfranken   | WÜ, OCH                      | 162.216    | 968,32          | 168    | Das FFH-Gebiet Gramschatzer Wald liegt östlich des Mains, der den Landkreis von Südosten nach Nordwesten durchfließt. | Schloss Rimpar                                                                        |
| Bayern                                     | Bayern                    | Bayern                    | Bayern                                                     | Bayern         | Bayern                       | 13.248.928 | 70.541,42       | 188    | |                                                                                       |